# Bernhard Riemann
Georg Friedrich Bernhard Riemann (17. rujna 1826. – 20. srpnja 1866.) je bio njemački matematičar, poznat po nekoliko dalekosežnih doprinosa matematici; općenito se smatra najvećim matematičarom sredinom 19. stoljeća i jednim od najvećih matematičara svih vremena.

## Kratki životopis
Riemann je rođen u Breselenzu, selu pokraj Dannenberga u Kraljevini Hannover, u današnjoj Njemačkoj. Njegov otac, Friedrich Bernhard Riemann je bio siromašan luteranski pastor u Breselenzu koji se borio u Napoleonskim ratovima. Georgova majka je umrla prije nego što su njezina djeca odrasla. Bernhard je bio drugo od šestoro djece. Bio je sramežljivo dijete i patio od brojnih živčanih slomova. Od vrlo mladih dana je Riemann pokazao izvaredne numeričke vještine, ali je patio od povučenosti i straha od javnih istupa.
U srednjoj školi Riemann se bavio proučavanjem Biblije, ali se stalno okretao matematici; čak je pokušavao matematički dokazati ispravnost Knjige Postanka. Njegovi učitelji su bili iznenađeni njegovim sposobnostima; često je nadmašivao znanje predavača. 1840. Riemann odlazi živjeti kod bake u Hannover, a nakon njene smrti 1842. odlazi u Johanneum u Lüneburg. S 19 godina, 1846. počinje studij filologije i teologije, s namjerom da postane svećenik.
Godine 1847. njegov otac skuplja dovoljno novca za sveučilište, te Riemann prekida studij teologije i započinje studij matematike na cijenjenom sveučilištu u Göttingenu, gdje sreće Gaussa, i pohađa njegova predavanja o metodi najmanjih kvadrata. Iste godine odlazi u Berlin, gdje ostaje dvije godine, a potom se vraća u Göttingen.
Prvo predavanje je održao 1854., kojim je uveo polje Riemannove geometrije. Nakon Dirichletove smrti 1859. promoviran je za pročelnika matemetičkog odjela u Göttingenu.
Godine 1862. se oženio Elisom Koch i dobio kćer.
Umro je od tuberkuloze na trećem putu u Italiju u Selaski (blizu jezera Maggiore).

## Glavni doprinosi

### Teorija brojeva
Riemann je objavio jedan jedini rad u teoriji brojeva (Über die Anzahl der Primzahlen unter einer gegebenen Größe), u kojem je uveo zeta-funkciju koju je povezao s raspodjelom prim-brojeva, a sadrži dosad neriješenu Riemannovu hipotezu:
sve ne trivijalne nultočke zeta-funkcije imaju realni dio 1/2
Može se pokazati da je to ekvivalentno sljedećoj tvrdnji:
za svaki ε > 0, vrijedi
{\displaystyle \left|\pi (x)-\int _{0}^{x}{\frac {\mathrm {d} t}{\ln(t)}}\right|=O(x^{1/2+\varepsilon })}
gdje je π(x) funkcija raspodjele primbrojeva.
Tisuće ljudi su pokušavale dokazati ili opovrgnuti Riemannovu hipotezu. Trenutno se zajedno s Goldbachovom slutnjom ona smatra najvećim neriješenim problemom matematike.

### Geometrija
Riemannova geometrija je poopćenje Gaussove diferencijalne geometrije s 2 na n dimenzija; glavna ideja je da za svaku točku u n-dimenzonalnom prostoru postoji n×n tenzor zakrivljenosti (tzv. riemannov tenzor) gij.
Može se pokazati da je tenzor zakrivljenosti simetričan. Riemannova teorija ne pretpostavlja neke dalje dimenzije u kojima bi promatrani n-dimenzionalni prostor bio zakrivljen. Ova teorija je našla primjenu u općoj teoriji relativnosti.
Naprimjer, udaljenost između 2 točke a i b u riemannovom prostoru je:
{\displaystyle L=\int _{a}^{b}{\sqrt {\sum _{ij}g_{ij}{dx^{i} \over dt}{dx^{j} \over dt}}}dt\ }
gdje je (x1(t), ..., xn(t)) putanja između točaka u lokalnom koordinatnom sustavu.

## Vanjske poveznice
- The Mathematical Papers of Georg Friedrich Bernhard Riemann (njem.)
- Sva djela Riemanna se mogu naći na  (njem.)
- Bernhard Riemann - jedan od najvažnijih matematičara (eng.) i (njem.)
- Inauguralno predavanje Bernharda Riemanna (eng.)